# Leucadendron corymbosum
Leucadendron corymbosum är en tvåhjärtbladig växtart som beskrevs av Berg.. Leucadendron corymbosum ingår i släktet Leucadendron och familjen Proteaceae. Inga underarter finns listade i Catalogue of Life.